# Zorg + Welzijn Magazine
Zorg + Welzijn is een maandelijks vakblad voor werknemers in de sociale sector in Nederland. Het magazine richt zich op werknemers in de sectoren sociaal werk, welzijnswerk (zoals sociaal-cultureel werk en maatschappelijk werk), jeugdzorg, maatschappelijke opvang, ouderenzorg, thuiszorg, wijkontwikkeling, gehandicaptenzorg, zorg voor (ex)gedetineerden, geestelijke gezondheidszorg en verslavingszorg. Het magazine maakt deel uit van het Zorg + Welzijn platform dat verder bestaat uit een website, nieuwsbrieven, congressen en debatten.

## Geschiedenis
Het vakblad vindt zijn oorsprong in het Tijdschrift voor Armenzorg en Kinderbescherming, dat in 1900 voor het eerste verscheen met als hoofdredacteur de links-liberale directeur van een verzekeringsmaatschappij Johan Frederik Lodewijk Blankenberg (1852-1927), oprichter van de vereniging Liefdadigheid Naar Vermogen. In 1922 werd het blad opgevolgd door het Tijdschrift voor Armwezen, Maatschappelijke Hulp en Kinderbescherming met als redactiesecretaris (feitelijk hoofdredacteur) Johannes Everts (1882-1954), een jurist die van armenzorg en maatschappelijk werk zijn levenswerk maakte. Everts publiceerde al vanaf 1909 regelmatig in het Tijdschrift voor Armenzorg en Kinderbescherming, waarvan hij in 1912 redacteur en in 1919 hoofdredacteur werd. Het Tijdschrift voor Armwezen Maatschappelijke Hulp en Kinderbescherming hield in 1941 op te verschijnen vanwege de Tweede Wereldoorlog. In 1947 werd het blad opnieuw uitgegeven, maar nu onder de naam Tijdschrift voor Maatschappelijk Werk. Hierin werden vooral methodische artikelen gepubliceerd. In 1971 werd de naam afgekort tot TMW. In 1979 veranderde de naam in Welzijnsmaandblad.
In 1976 besloot de redactie naast het Welzijnsmaandblad een wekelijkse editie uit te geven: het Welzijnsweekblad. Beide bladen werden door dezelfde redactie gemaakt. Dit bleef zo tot 1987. In dat jaar fuseerde het Welzijnsmaandblad met het tijdschrift Marge, maandblad voor de opbouw van de sociale omgeving en eerstelijns dienstverlening. Het nieuwe tijdschrift werd het Tijdschrift voor de Sociale Sector en stond los van de redactie van het Welzijnsweekblad. De stichting TMW (Haarlem) gaf beide bladen uit.
In 1994 nam de Utrechtse uitgeverij De Tijdstroom alle bladen over van de stichting TMW: het Welzijnsweekblad, Tijdschrift voor de Sociale Sector, Kinderopvang, Vrouw & Gezondheidszorg. Het Welzijnsweekblad werd gerestyled tot het tweewekelijkse vakblad Zorg+Welzijn. In 1997 kocht Elsevier Bedrijfsinformatie de Colofon Holding, waaronder De Tijdstroom valt. Het Tijdschrift voor de Sociale Sector werd vanwege een conflict tussen redactie en uitgeverij overgenomen door het Nederlands Instituut voor Zorg en Welzijn (NIZW).
Tegenwoordig wordt Zorg+Welzijn uitgegeven door Bohn Stafleu van Loghum in Houten.